# Miles Scotson
Miles Scotson (Adelaida, 18 de gener de 1994) és un ciclista australià, que combina el ciclisme en pista amb la carretera. Professional des del 2016, actualment a l'equip Arkéa-B&B Hotels.
El seu germà petit Callum també es dedica al ciclisme.

## Palmarès en pista
- 2012
  -  Campió del món júnior en Persecució per equips, amb Jack Cummings, Evan Hull i Alexander Morgan
  - Campió d'Oceania en Persecució per equips, amb Luke Davison, Mitchell Mulhern i Alexander Morgan
- 2013
  - Campió d'Oceania en Madison, amb Joshua Harrison
  -  Campió d'Austràlia de persecució per equips, amb Glenn O'Shea, Luke Davison i Alexander Edmondson
  -  Campió d'Austràlia en Madison, amb George Tansley
- 2014
  -  Campió del món en Persecució per equips (amb Alexander Edmondson, Luke Davison, Mitchell Mulhern i Glenn O'Shea)
- 2015
  -  Campió d'Austràlia de persecució per equips, amb Callum Scotson, Alexander Porter i Alexander Edmondson
- 2016
  -  Campió del món en Persecució per equips (amb Sam Welsford, Michael Hepburn, Callum Scotson, Alexander Porter i Luke Davison)
  -  Campió d'Austràlia de persecució per equips, amb Alexander Edmondson, Alexander Porter i Callum Scotson

### Resultats a laCopa del Món
- 2014-2015
  - 1r a Guadalajara, en Persecució per equips
- 2015-2016
  - 1r a Hong Kong, en Persecució per equips

## Palmarès en ruta
- 2014
  - Vencedor d'una etapa al Tour de Tasmània
- 2015
  -  Campió d'Austràlia sub-23 en ruta
  -  Campió d'Austràlia sub-23 en contrarellotge
- 2016
  - Vencedor d'una etapa a l'Olympia's Tour
- 2017
  -  Campió d'Austràlia en ruta
- 2021
  - Vencedor d'una etapa a la Volta a la Comunitat Valenciana

### Resultats al Giro d'Itàlia
- 2019. 138è de la classificació general
- 2020. 113è de la classificació general
- 2022. 127è de la classificació general

### Resultats al Tour de França
- 2021. Abandona (11a etapa)

### Resultats a la Volta a Espanya
- 2022. 109è de la classificació general